# Riserva naturale Piano degli Ontani
La riserva naturale Piano degli Ontani è un'area naturale protetta della regione Toscana istituita nel 1977.
Occupa una superficie di 590,00 ha nella provincia di Pistoia.